# Теорема Піка

i = 7, b = 8, S = i + b/2 − 1 = 10

Трикутник з вершинами в нижній лівій, нижній правій, та верхній правій точках i = 12 та b = 14, відповідно до теореми Піка S = i + b/2 − 1 = 18; це підтверджує формулі площі для трикутника 1/2 × основа × висота = 1/2 × 9 × 4 = 18.

Щодо відповідної теореми в комплексномі аналізі див. Теорема Піка (комплексний аналіз).
Якщо розглянути простий многокутник, побудований на сітці рівновіддалених точок (тобто точок з цілими координатами), так, що всі вершини многокутника є точками сітки, теорема Піка дає просту формулу для обчислення площі {\displaystyle S} цього многокутника, за кількістю {\displaystyle i} (точок решітки усередині фігури) і кількістю {\displaystyle b} (точок решітки), розміщених по периметру многокутника:
{\displaystyle S=i+{\frac {b}{2}}-1.}
У наведеному прикладі маємо i = 7 (внутрішніх точок) і b = 8 (граничних точок), так що площа {\displaystyle A} = 7 + 8/2 − 1 = 7 + 4 − 1 = 10 квадратних одиниць.
Вищенаведена теорема справедлива лише для простих многокутників, тобто для тих, які складаються з єдиної межі, без перетинів і дірок. Для загального многокутника формула Піка має такий вигляд:
{\displaystyle S=v-{\frac {1}{2}}e_{b}+h-1},
де {\displaystyle v} — кількість вершин всередині і на межі многокутника, {\displaystyle e_{b}} — кількість точок решітки на межі многокутника, і {\displaystyle h} — кількість дірок у многокутнику.
Як приклад розглянемо многокутник, побудований за допомогою точок {\displaystyle (0,0),(2,0)}. Він має 3 вершини, 0 отворів і 0 область. Щоб формула працювала, повинно бути 4 ребра. Таким чином, треба просто порахувати кожен край двічі, один раз на кожній стороні.[джерело?]

Результат вперше описав Георг Александр Пік в 1899. Тетраедр Ріва демонструє, що немає аналога теореми Піка в розмірності три, яка виражає об'єм многогранника через кількість внутрішніх і граничних точок. Однак є узагальнення для вищих розмірностей через многочлен Ергарта.

## Доведення
Розглянемо многокутник {\displaystyle P} і трикутник {\displaystyle T}, що має з {\displaystyle P} одне спільне ребро. Припустимо, що теорема Піка справедлива як для {\displaystyle P}, так і для {\displaystyle T} незалежно один від одного; ми хочемо показати, що це також справедливо для многокутника {\displaystyle PT}, отриманого шляхом додавання {\displaystyle T} до {\displaystyle P}. Оскільки {\displaystyle P} і {\displaystyle T} маю одне спільне ребро, всі граничні точки уздовж цього ребра стають внутрішніми точками, за винятком двох кінцевих точок, які об'єднуються з граничними точками. Отже, якщо {\displaystyle C} кількість спільних граничних точок, то маємо:
{\displaystyle i_{PT}=i_{P}+i_{T}+(c-2)}
і
{\displaystyle b_{PT}=b_{P}+b_{T}-2(c-2)-2.}
З вищезазначеного випливає:
{\displaystyle i_{P}+i_{T}=i_{PT}-(c-2)}
і
{\displaystyle b_{P}+b_{T}=b_{PT}+2(c-2)+2.}
Оскільки ми припускаємо виконання теореми і для {\displaystyle P} і для {\displaystyle T}, то:
{\displaystyle {\begin{aligned}S_{PT}&=S_{P}+S_{T}\\&=\left(i_{P}+{\frac {b_{P}}{2}}-1\right)+\left(i_{T}+{\frac {b_{T}}{2}}-1\right)\\&=i_{P}+i_{T}+{\frac {b_{P}+b_{T}}{2}}-2\\&=i_{PT}-(c-2)+{\frac {b_{PT}+2(c-2)+2}{2}}-2\\&=i_{PT}+{\frac {b_{PT}}{2}}-1.\end{aligned}}}
Тому, якщо теорема справедлива для многокутників побудованих з {\displaystyle n} трикутників, вона справедлива і для многокутників, що побудовані з n + 1трикутника. Добре відомо, що довільний многокутник можна розбити на симплекси тріангуляція.
Це тривіальний факт у випадку площини.
Для завершення доведення методом математичної індукції достатньо довести її у випадку трикутників.
Перевірку цього випадку здійснюється за допомогою наступних коротких кроків:
- припускаємо, що формула справедлива для будь-якого одиничного квадрата (з вершинами, що мають цілі координати);
- на основі цього виводимо, що формула є справедливою для будь-якого прямокутника зі сторонами парелельними осям;
- отримуємо формулу для прямокутних трикутників, отриманих шляхом розрізання таких прямокутників по діагоналі;
- тепер будь-який трикутник можна перетворити на прямокутник, приєднавши такі прямокутні трикутники; оскільки формула виконується для прямокутних трикутників і для прямокутника, вона також буде виконуватися для початкового трикутника.

На останньому кроці застосовується той факт, що якщо теорема справедлива для многокутника {\displaystyle PT} і для трикутника {\displaystyle T}, то це також має місце для многокутника {\displaystyle P}; це можна побачити на основі обчислень, які подібні до наведених вище.

## Нерівність для опуклих множин
Нехай {\displaystyle C} — обмежена, опукла область в {\displaystyle \mathbb {R} ^{2}}, не обов'язково замкнена. Тоді:
{\displaystyle |L(C)|\leq {\text{площа}}(C)+{\frac {1}{2}}{\text{периметр}}(C)+1},
де {\displaystyle L(C)} — це набір точок решітки в {\displaystyle C}, і {\displaystyle |L(C)|} — їх кількість. Рівність має місце тоді і лише тоді, коли {\displaystyle C} — замкнений многокутник решітки.
Для доведення розглянемо опуклий оболонку {\displaystyle {\bar {C}}} для {\displaystyle L(C)}, яку слід розуміти як наближення решітки для області {\displaystyle C}, а потім застосуємо до неї теорему Піка:
{\displaystyle {\begin{aligned}|L(C)|=|L({\bar {C}})|&={\text{площа}}({\bar {C}})+{\frac {1}{2}}B({\bar {C}})+1\\&\leq {\text{площа}}({\bar {C}})+{\frac {1}{2}}{\text{периметр}}({\bar {C}})+1\\&\leq {\text{площа}}(C)+{\frac {1}{2}}{\text{периметр}}(C)+1,\end{aligned}}}
де {\displaystyle B({\bar {C}})} — кількість граничних точок {\displaystyle {\bar {C}}}, що дорівнює кількості його ребер, і оскільки кожне ребро має мінімальну довжину 1, то:
{\displaystyle B({\bar {C}})\leq {\text{периметр}}({\bar {C}})}.
Перехід {\displaystyle {\text{периметр}}({\bar {C}})\leq {\text{периметр}}(C)} використовує властивість, що між двома вкладеними, опуклими, замкнутими кривими, внутрішня крива буде коротшою на основі прямого застосування формули Крофтона.
Формула залишається справедливою і у виродженому випадку, коли {\displaystyle L(C)} знаходиться на одній лінії. Потрібно просто порахувати кожен ребро двічі (по одному разу з кожної сторони).